# 古末口遗址
古末口遗址位于中国江苏省淮安市淮安区淮城街道新城社区荷湖公园。

## 历史
春秋时期，周敬王三十四年、鲁哀公9年（前486年），吴王夫差为北上伐齐，开凿邗沟沟通江淮，最末端的入淮口称为“末口”，修筑运河上最早的埭堰北神堰。唐代此处形成新罗国侨民的聚居区新罗坊。北宋初修筑石闸。明初，在末口东西一线设仁字坝（下关）、义字坝（今翔宇大道和楚州大道交会口西南侧）、礼字坝（今翔宇大道和北门大街交汇口西南侧）、智字坝和信字坝五坝。明永乐十三年（1415年）漕运总督陈瑄改运河由城西清江浦新道入淮，才结束古末口历时1900年的枢纽地位。
2003年3月公布为淮安市第二批文物保护单位。2017年，在古末口发现宋代盘粮过坝码头遗迹。遗址面积5000平方米。